# 飛騨高市麻呂
飛騨 高市麻呂（ひだ の たけちまろ、生没年不詳）は奈良時代中期の官人。飛騨国(岐阜県北部)の人。姓は国造。官位は外従五位下、造西大寺大判官。

## 出自
飛騨国造（斐陀国造）は、『先代旧事本紀』の「国造本紀」に志賀高穴穂朝御世（成務天皇の時代）に、尾張連の祖・瀛津世襲命（おきつよそのみこと）の子の大八椅命（おおやはしのみこと）を国造に定められた、とある。

## 経歴
聖武朝末期の天平感宝元年（749年）閏5月に飛騨国（岐阜県北部）大野郡で、外正七位下であった飛騨国造高市麻呂が同国の国分寺に智識の物を献上し、外従五位下を授かった、とある。同月には大赦が行われ、父母を殺したり仏像を損なう者は除いて、全ての罪人が赦免されており、また同時に聖武天皇は諸寺に絁・綿・布・稲・墾田を寄進している。それに関連して請願を出しており、華厳経を本として大乗・小乗の経・律・論の三蔵・抄・疎・章の注釈書などの転読・講説を命じており、仏法による国家の安泰が目標とされていた。
それからかなり長いこと記録には現れず、昇叙も行われていないが、称徳朝の神護景雲2年（768年)2月、橘戸高志麻呂とともに造西大寺大判官に任命されている。以後の事績は不明である。

## 官歴
- 時期不詳：外正七位下
- 天平感宝元年（749年）閏5月20日：外従五位下・見飛騨国大野郡大領
- 神護景雲2年（768年)2月18日：造西大寺大判官